# Eustace Lycett
Pour les articles homonymes, voir Lycett.
Eustace Arden Lycett (21 décembre 1914, Stoke-on-Trent, Royaume-Uni – 16 novembre 2006, Fullerton, Californie) était un artiste d'effets spéciaux américain d'origine britannique.

## Biographie
Né au Royaume-Uni en 1914 d'un père ingénieur minier, il a beaucoup voyagé durant sa jeunesse suivant les affectations de son père,. Dans les années 1920, le père d'Eustace Lycett est posté au Chili puis en Californie au début des années 1930. En 1937, Eustace obtient un diplôme d'ingénieur mécanique à CalTech et épouse Mary Ethel Goddard, avec laquelle il a vécu jusqu'à son décès en 2004.
Son diplôme obtenu, il entre aux studios Disney en 1937 et rejoint l'équipe d'Ub Iwerks dont il devient le protégé. L'un de ses premières affectations concerne l'utilisation de la caméra multiplane sur le film Blanche-Neige et les Sept Nains sur la scène des nains marchant sur arbre servant de pont. Il participe alors à l'amélioration de la caméra multiplane, attestée sur la production de Les Trois Caballeros (1944),. En 1953, il prend la responsabilité du département optique du studio à la faveur du transfert d'Iwerks sur le département R&D.
Ce n'est qu'à partir de 1957 que son nom est mentionné aux crédits de films. En 1958, Lycett est nommé directeur du service des effets spéciaux.
Il est récompensé par deux fois de l'Oscar des meilleurs effets visuels :
- en 1965, avec Peter Ellenshaw et Hamilton Luske pour Mary Poppins
- en 1972, avec Alan Maley et Danny Lee pour L'Apprentie sorcière
- Il est aussi sélectionné en 1961 pour Monte là-d'ssus[3]

Il participe aussi aux projets de WED Enterprises comme les attractions Great Moments with Mr. Lincoln présentée à la Foire internationale de New York 1964-1965 et Rocket to the Moon, une attraction de Disneyland, disparue depuis.
Il décède le 16 novembre 2006 dans sa maison de Fullerton en Californie mais ce n'est qu'au mois de mars 2007 que le studio Disney a été informé de son décès. Paul Sammon considère en 1979 Eustace Lycett comme un grand nom dans l'histoire du studio Disney ayant travaillé su les courts et longs métrages en animation et en prises de vues réelles tout comme la télévision.

## Filmographie

### Effets spéciaux
- 1957 : Cosmic Capers
- 1961 : Monte là-dessus !
- 1961 : Donald and the Wheel
- 1961 : Babes in Toyland
- 1962 : Un pilote dans la Lune
- 1962 : Bon voyage !
- 1963 : Après lui, le déluge
- 1963 : Sam l'intrépide
- 1963 : L'Été magique
- 1964 : Mary Poppins
- 1965 : Calloway le trappeur
- 1965 : Un neveu studieux
- 1965 : L'Espion aux pattes de velours
- 1966 : Quatre Bassets pour un danois
- 1966 : Lieutenant Robinson Crusoé
- 1966 : Demain des hommes
- 1967 : L'Honorable Griffin
- 1967 : Picsou banquier
- 1967 : La Gnome-mobile
- 1967 : Le Plus Heureux des milliardaires
- 1968 : Le Fantôme de Barbe-Noire
- 1968 : Frissons garantis
- 1969 : Un raton nommé Rascal
- 1970 : Du vent dans les voiles
- 1971 : L'Apprentie sorcière
- 1972 : Pas vu, pas pris
- 1972 : 3 Étoiles, 36 Chandelles
- 1973 : Nanou, fils de la Jungle
- 1973 : Charley et l'Ange
- 1974 : Le Nouvel Amour de Coccinelle (Herbie Rides Again) de Robert Stevenson
- 1976 : La Folle Escapade (No Deposit, No Return)
- 1976 : Le Trésor de Matacumba
- 1976 : Gus
- 1976 : Un candidat au poil
- 1976 : Un vendredi dingue, dingue, dingue
- 1977 : La Coccinelle à Monte-Carlo
- 1977 : Peter et Elliott le dragon
- 1978 : Les Visiteurs d'un autre monde
- 1978 : Child of Glass (Téléfilm)
- 1978 : Le Chat qui vient de l'espace
- 1978 : Tête brûlée et pied tendre (Hot Lead and Cold Feet) de Robert Butler
- 1979 : The North Avenue Irregulars
- 1980 : Le Dernier Vol de l'arche de Noé

### Effets visuels
- 1958 : Grand Canyon
- 1959 : La Belle au bois dormant
- 1959 : Nature's Strangest Creatures
- 1959 : Quelle vie de chien !
- 1959 : Eyes in Outer Space
- 1959 : Darby O'Gill et les Farfadets
- 1959 : Donald au pays des mathémagiques
- 1959 : Mystères des profondeurs
- 1960 : Islands of the Sea
- 1961 : Les 101 Dalmatiens
- 1968 : Un amour de Coccinelle
- 1971 : Un singulier directeur
- 1971 : La Cane aux œufs d'or
- 1972 : Les Aventures de Pot-au-Feu
- 1977 : Peter et Elliott le dragon
- 1980 : Le Trou noir

## Récompenses et Nominations
- Oscar des meilleurs effets visuels
  - nomination avec Robert A. Mattey pour Monte là-dessus ! (1962)
  - avec Peter Ellenshaw et Hamilton Luske pour Mary Poppins (1965)
  - avec Alan Maley et Danny Lee pour L'Apprentie sorcière (1972)
  - nomination avec Peter Ellenshaw, Art Cruickshank, Danny Lee, Harrison Ellenshaw et Joe Hale pour Le Trou noir (1980)